# Kathy Jetn̄il-Kijiner

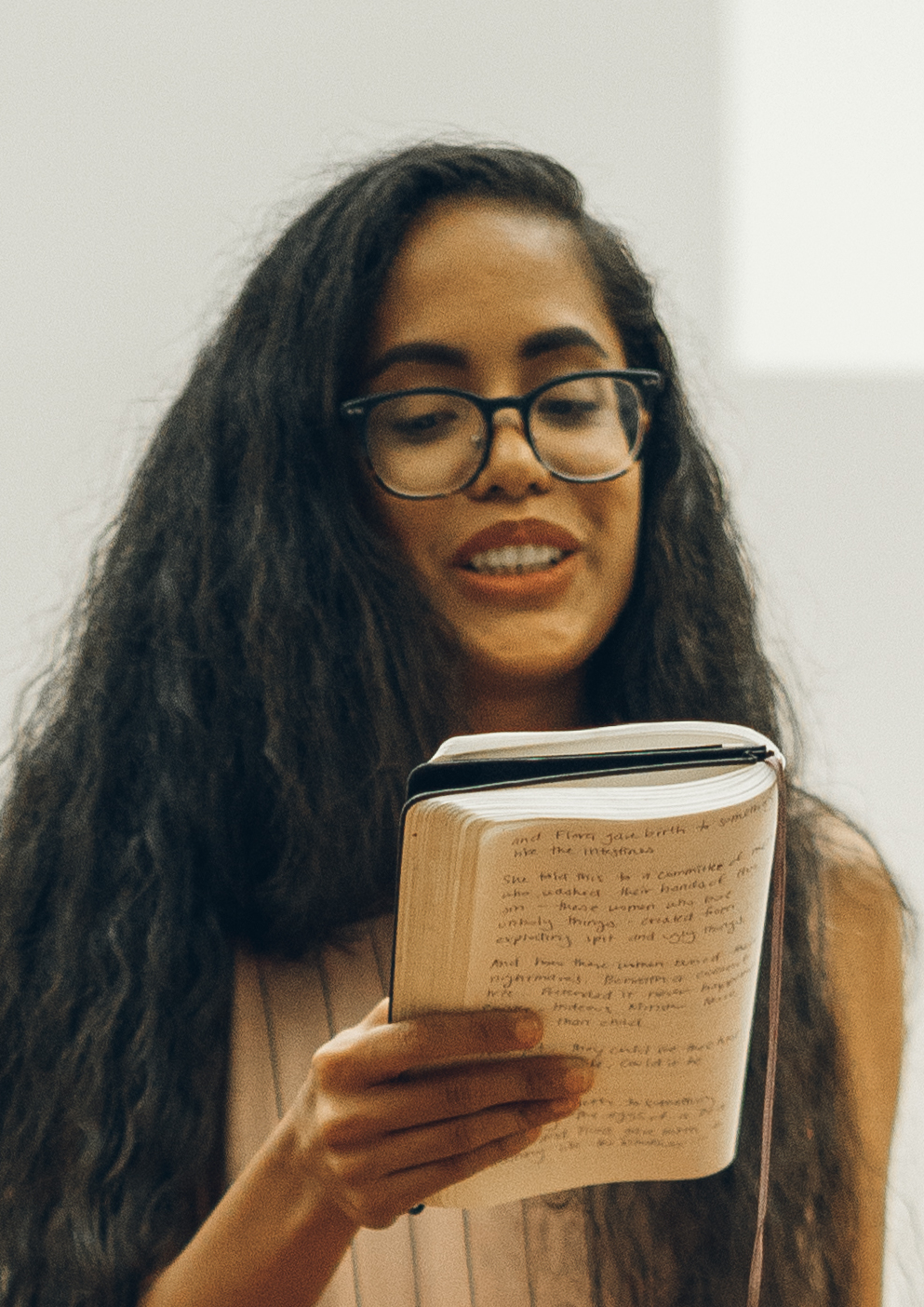
Kathy Jetn̄il-Kijiner

Kathy Jetn̄il-Kijiner (* 1989) ist eine marshallische Schriftstellerin, Performancekünstlerin und Klimaaktivistin.

## Werdegang
Jetn̄il-Kijiner wurde auf den Marshallinseln geboren und wuchs in Hawaii auf. Ihre Mutter ist die Politikerin Hilda Heine, die ab 2016 als erste Frau Präsidentin der Marshallinseln war und dieses Amt seit 2024 erneut innehat.  Während ihrer College-Zeit verfasste sie erste Texte und trat zum ersten Mal auf. An der University of Hawaiʻi at Mānoa erhielt sie ihren Masterabschluss in Pacific Island Studies. 2012 vertrat sie die Marshallinseln auf dem Poetry Parnassus, einer kulturellen Begleitveranstaltung zu den Olympischen Spielen von London. Größere Bekanntheit erlangte sie durch ihr Gedicht Dear Matafele Peinem, das sie bei der Eröffnungsveranstaltung des Klimagipfels 2014 vortrug. Im darauffolgenden Jahr wurde sie als Rednerin zur UN-Klimakonferenz in Paris 2015 eingeladen und von der Vogue als eine von 13 Climate Warriors vorgestellt. Die Earth Company verlieh ihr 2017 den Titel Impact Hero.
Mit ihren Cousins gründete sie die Non-Profit-Organisation Jo-Jikum, die marshallische Jugendliche ermutigen möchte, Lösungen für verschiedene Probleme beim Umweltschutz im Inselstaat zu finden.
Jetn̄il-Kijiner wird auch in Naomi Hiraharas 2022 erschienener Anthologie We are here. 30 inspiring Asian Americans and Pacific Islanders who have shaped the United States vorgestellt, die von der Smithsonian Institution mitherausgegeben wurde.

## Literarisches Schaffen
2017 erschien ihre erste Gedichtsammlung Iep Jāltok. Poems from a Marshallese Daughter, die von ihrem Verlag University of Arizona Press als weltweit erster publizierter Lyrikband einer marshallischen Person bezeichnet wird. Inhaltlich drehen sich ihre Gedichte hier um die verschiedenen zerstörerischen Folgen der globalen Erwärmung und Nachwirkungen der Kernwaffentests auf den Marshallinseln, aber auch um Kolonialismus, Rassismus und soziale Ungleichheit.
2019 verfasste und performte sie zusammen mit der grönländischen Schriftstellerin und Aktivistin Aka Niviâna das Gedicht Rise: From One Island to Another, mit dem beide Künstlerinnen die Tatenlosigkeit angesichts des Klimawandels anprangern. Ein Video der Performance fand unter anderem 2022 Eingang in eine Kurzfilmausstellung der neuseeländischen Nationalbibliothek in Wellington.

## Bibliografie
- Kathy Jetn̄il-Kijiner: Iep Jāltok. Poems from a Marshallese Daughter. The University of Arizona Press, Tucson 2017, ISBN 978-0-8165-3402-9.
- Kathy Jetn̄il-Kijiner, Leora Kava, Craig Santos Perez (Hrsg.): Indigenous Pacific Islander Eco-Literatures (= The New Oceania Literary Series). University of Hawaii Press, Honolulu 2022, ISBN 978-0-8248-9104-6.